# Ommata hirticollis
Ommata hirticollis là một loài bọ cánh cứng trong họ Cerambycidae.